# Tudum
Tudum: A Global Fan Event, también conocido como Netflix Tudum o Tudum Festival, es un evento global de cultura pop organizado por la plataforma de streaming Netflix que cubre sus películas y series de televisión originales que se celebra anualmente en São Paulo, Brasil (excepto de la 2.ª a la 4.ª ediciones, que tuvo un formato en línea debido a la pandemia de COVID-19). Realizado por primera vez en enero de 2020, el evento es presentado por Maisa Silva y reúne a cantantes, actores y actrices de las producciones de la plataforma para promover sus nuevos trabajos, conocer e interactuar con el público brasileño. El nombre del evento proviene de la palabra onomatopéyica que se refiere al sonido que se escucha al presionar el botón de reproducción al comienzo de un programa multimedia de Netflix.

## Historia

### Formato presencial

#### Primera edición
La primera edición, realizada en enero de 2020, se desarrolló en São Paulo, Brasil, con un público de más de 50.000 personas durante los cuatro días y a la cual asistieron grandes nombres de las producciones originales de Netflix como Lana Condor, Noah Centineo, Larissa Manoela y Jottapê, con conciertos de Anavitória, Melim, Projota, Kevin o Chris, Gretchen y Tropkillaz.   El evento reunió sets de diversas series, como Stranger Things, Sex Education y Sintonia, para que el público viviera una experiencia inmersiva y pudiera sentirse parte de su serie favorita. 

### Formato en línea

#### Segunda edición
La segunda edición, desarrollada en noviembre de 2020, se realizó íntegramente en línea, dadas las circunstancias de distanciamiento social y cuarentena provocadas por la pandemia de COVID-19. Netflix decidió crear una versión en línea del festival presentado por Maisa Silva y nombres de sus producciones originales como Ashley Park, Lucas Bravo, Joel Courtney y Leah Lewis con conciertos de Marília Mendonça, Pabllo Vittar, Emicida, Jottapê y Mila.   El evento también ganó una versión Almanaque que se distribuyó física y digitalmente, con el objetivo de ampliar el evento y abarcar todo el territorio nacional. Netflix realizó la edición virtual de forma gratuita además de distribuir 100.000 copias de un almanaque con varias historias, juegos y actividades sobre las series y películas. 

#### Tercera edición
La tercera edición, en septiembre de 2021, recibió el nombre de “Tudum: A Global Fan Event”, un evento en línea que incluye público de otros países.  El evento fue transmitido por YouTube, Facebook y Twitch el 25 de septiembre.   

#### Cuarta edición
El evento se realizó el 24 de septiembre de 2022.

### Formato mixto

#### Quinta edición
El evento tuvo lugar del 16 al 18 de junio de 2023. Regresó al formato presencial de la primera edición, realizándose nuevamente en el Parque de Ibirapuera, en São Paulo; pero con una transmisión global en vivo simultánea en línea en YouTube del panel principal al aire libre el 17 de junio, dirigido una vez más por Maisa, pero ahora acompañada por los coanfitriones Chase Stokes de Outer Banks y Maitreyi Ramakrishnan de Never Have I Ever. Trajo grandes nombres de las producciones originales de Netflix como Chris Hemsworth, Arnold Schwarzenegger, Benedict Wong, Zack Snyder, Gal Gadot y Henry Cavill, así como el elenco principal de One Piece.

## Sitio web
El 9 de diciembre de 2021, Netflix anunció el lanzamiento de un sitio web que lleva el nombre del evento anual, un sitio web complementario oficial que ofrece noticias, entrevistas exclusivas y videos detrás de escena de sus programas de televisión y películas originales.